# Darion Atkins
Darion Ray Atkins (Clinton, Maryland, 17 de septiembre de 1992) es un jugador de baloncesto estadounidense que pertenece a la plantilla del Sigortam.Net İTÜ de la BSL turca. Con 2,03 metros de estatura, juega en la posición de ala-pívot.

## Trayectoria deportiva

### Universidad
Jugó cuatro temporadas con los Cavaliers de la Universidad de Virginia, en las que promedió 4,4 puntos, 3,4 rebotes y 0,8 tapones por partido. En su última temporada fue incluido en el mejor quinteto defensivo de la Atlantic Coast Conference, y elegido defensor del año de la conferencia. Recibió además el Premio Lefty Driesell el mejor jugador defensivo universitario en la competición de la División I de la NCAA.

#### Estadísticas
| Año     | Equipo   | PJ  | PT | MPP  | %TC  | %3P  | %TL  | RPP | APP | ROB | TPP | PPP |
| ------- | -------- | --- | -- | ---- | ---- | ---- | ---- | --- | --- | --- | --- | --- |
| 2011–12 | Virginia | 27  | 0  | 10.2 | .581 | .000 | .579 | 2.3 | .1  | .4  | .7  | 2.3 |
| 2012–13 | Virginia | 26  | 12 | 15.7 | .491 | .000 | .600 | 3.1 | .3  | .4  | 1.1 | 4.7 |
| 2013–14 | Virginia | 37  | 3  | 10.4 | .484 | .000 | .583 | 2.2 | .3  | .2  | .5  | 3.0 |
| 2014–15 | Virginia | 33  | 27 | 23.9 | .511 | .000 | .520 | 6.0 | .7  | .8  | 1.1 | 7.6 |
| Total   | Total    | 123 | 42 | 15.1 | .508 | .000 | .562 | 3.4 | .4  | .5  | .8  | 4.4 |

### Profesional
Tras no ser elegido en el Draft de la NBA de 2015, fue invitado por los San Antonio Spurs para disputar las Ligas de Verano de la NBA, jugando nueve partidos. El 10 de septiembre fichó por los New York Knicks, pero fue despedido el 23 de octubre tras jugar tres partidos de la pretemporada. Una semana más tarde fue adquirido por los Westchester Knicks como jugador afiliado de New York. Jugó una temporada, en la que promedió 8,7 puntos y 7,3 rebotes por partido.
El 5 de agosto de 2016 fichó por el Hapoel Holon de la Ligat ha'Al de Israel.
En la temporada 2021-22, firma por el BV Chemnitz 99 de la Basketball Bundesliga.
El 26 de julio de 2022 fichó por el Dolomiti Energia Trento de la Lega Basket Serie A italiana.
El 22 de julio de 2024 firmó con el Sigortam.Net İTÜ de la BSL turca.